# Hymenocallideae
Hymenocallideae es una tribu perteneciente a la familia Amaryllidaceae. Es originaria de América y representada por los géneros Ismene, Hymenocallis y Leptochiton, los que presentan una corona estaminal muy desarrollada.